# Lasiochalcidia sparsibarbis
Lasiochalcidia sparsibarbis is een vliesvleugelig insect uit de familie bronswespen (Chalcididae). De wetenschappelijke naam is voor het eerst geldig gepubliceerd in 1956 door Boucek.